# Camila Osorio
María Camila Osorio Serrano (født 22. december 2001) er en colombiansk tennisspiller. I midten af maj 2018 var hun nummer fem på juniorens verdensrangliste.
På ITF Junior Circuit fik hun debut i januar 2016, hvor hun nåede kvartfinalen ved en Grade 1-turnering i Barranquilla. Debuten på ITF Women's Circuit fik Serrano i november 2017.
I 2018 skal hun for første gang deltage ved sæsonfinalen ITF Junior Masters.